# ドラゴンクエスト列伝 ロトの紋章 〜紋章を継ぐ者達へ〜
『ドラゴンクエスト列伝 ロトの紋章 〜紋章を継ぐ者達へ〜』（ドラゴンクエストれつでん ロトのもんしょう もんしょうをつぐものたちへ）は、脚本：映島巡（1 - 4巻） / 梅村崇（5巻 - 34巻）/ 作画：藤原カムイによる日本のファンタジー漫画作品。『ヤングガンガン』（スクウェア・エニックス）にて2004年創刊号から2020年2号まで連載された。『月刊少年ガンガン』にて連載されていた漫画作品『ドラゴンクエスト列伝 ロトの紋章』の続編にあたる。

## 概要
『月刊少年ガンガン』の販売元・エニックス（現：スクウェア・エニックス）から、前身である季刊誌『ガンガンYG』参号までの刊行を経て、2004年12月に創刊された『ヤングガンガン』にDQ・FFシリーズ二大看板作品として連載が開始された。前作『ドラゴンクエスト列伝 ロトの紋章』の1997年の完結から実に7年を経ての続編作品となる。同じく創刊の看板連載であった後者の『FINAL FANTASY XI 〜THE OUT OF ORDERS〜』が3話で連載中止となったため、単独で看板作品を担った。
2022年、『ヤングガンガン』の創刊18周年の記念号に、記念企画として『ドラゴンクエスト列伝 ロトの紋章』の読み切りを掲載。ゾーマの死後の平和な世界で過ごす人たちと竜王を描いた本作の読み切り「ドラゴンクエスト列伝 ロトの紋章〜紋章をさらに継ぐ者達へ〜」とともに、2本が発表されている。

## あらすじ
前作『ドラゴンクエスト列伝 ロトの紋章』の完結から25年後の世界。後に「失われし日」と称されるその日を境に、全世界から呪文が消失した。時を同じくして、その日、勇者の生誕祭である王の年・王の月・王の日であるアロスの8歳の誕生日に、ラダトーム城にある異変が起き、城内の人間が一瞬に消え、アロスは全ての記憶を失ってしまう。
それより5年後、ア・カギに拾われ「鷹の師団」の一員として盗賊となったアロスは、ラダトーム城で消息を絶った父親の捜索に訪れたリーとユイに出会い、失踪した人々の行方と失われし日の異変の謎を追い旅立つ。

## 登場人物

### 主要人物
アロス
本作の主人公。ロトの血を引く勇者アラン（ジャガン）とアステアの息子であり、アニスとは双子の姉弟。8歳の誕生日にラダトーム城で起きたある異変により記憶を失った際にア・カギに拾われ、それより5年間を鷹の師団と呼ばれる盗賊団の一員として過ごすが、幼馴染であったリーとユイとの再会がきっかけで微かな記憶を取り戻す。失われし日の謎を解く鍵となる失踪した双子の姉、アニスの行方を追う旅に出る。
記憶とともに感情を失っており、自らの意思を表明することは少ない。両親譲りの剣術は勇者としての才覚を見せるが、戦闘に際しても当初は傍観している事がままあった。また、ロトの血ゆえに人間を殺めることに本人の意思に拘らず強い抵抗を持つ（血そのものに、邪な存在を撥ね除ける力がある）。
現在は、リーとユイとの友情を築きつつある中で、時には姉アニスとのことで衝突することもあるが、そんな様々な出会いや出来事、戦闘のさなかで心を開き感情を取り戻し、失われし日以前の記憶を取り戻してきている。幾多の死闘を経て剣に呪文をのせて放つことができるようになり、三たびアニスと竜王の城で対峙した際、彼女の記憶を知り、シュライと契約したことにより正常な雷の呪文を復活させ、彼女と和解した。クインゾルマ復活後はアリアハンでの死闘を繰り広げ、その際に木の根に飲み込まれたがシガンとシルシル、ミシルたちの活躍でアニスとともに帰還する。
ベゼル
剣の目利きが出来、獲物を嗅ぎ分けるものの盗賊としての慎重性には欠けるお調子者。それゆえトラブルに事欠かないようであるが、持ち前の運の良さで乗り切っている。後述の盗まれたジパングの神器の一つ、「炎の霊刀オウエン」の所持者であるが、このことが元で相棒アブサンと共に賞金首にされ、各地を転々としている。アロスの剣に目をつけ一行に強引に合流する。
見栄っ張りな目立ちたがり屋であり、どこまでが嘘か真か判らない自慢話を周囲に吹聴する典型的な口先男でもあるために、当初はポロンはおろか、仲間内からも全く信用されていなかった。しかし、「炎の霊刀オウエン」に対する資質は本物で、その力で2度も窮地を切り開いた。神器をアルスに託されたことも本当らしいのだが、ファンやヤオと同じく、何らかの原因でその時の記憶を失ってしまったせいか、断片的にしか思い出せないらしい。根は善良で、相棒や仲間に対して不器用ながらも気遣いを見せる一面もある。イシスのピラミッドでアビーの急襲にあい、神器の刀身に貫かれるも、精霊オウエンと契約を交わしてその命を取り留めた。神器を取り込んだことで強大な炎の力を得てアビーすらも倒すが、精霊の力に呑まれてしまい暴走。イサリとヤルバーの尽力で精霊は再び封印されるのだが、同時にベゼルの意識も失われてしまった。その後、イシスを来訪したハクラクにより、ダブラの聖域に連れて行かれ、治療ポッドに入れられ正気を取り戻し、合流したイサリたちとともに賢者の手掛りを得るためスーの村へ。そこに現れた蜃気楼の塔内でイサリ、レーベンとともに初代賢王が造ったロボットのジャンガの中に取り込まれ、様々な試練をクリアしつつ賢王となった。その直後ジパングに安置された蒼渦を狙ってハロルドが現れたことやアニスが朱雷の力を得たことを知り、先に向かったイサリの加勢に向かう。神座の結界内で迎撃するも、最初は劣勢だったが内にあるオウエンとの共闘により退けた。同作者の『ドラゴンクエスト エデンの戦士たち』に登場するベゼルとの関係は不明。
賢者に覚醒してからはカダルやポロンと同じく合体魔法を扱い、中でも加速呪文ピオラ・減速呪文ボミオを基軸とした時間操作を得意とする。その他、ポロンも気付いていなかった時の砂の呪文の応用法（虫食い状態の古文書を復元するなど）を示すなどしている。その後クインゾルマが復活し、アリアハンが危機になった時は賢王として加勢をし、その最中でイサリが神器を奉納したことで重体になったことを知り、彼女の元へ駆けつけて想いを打ち明ける。だが奉納の際に再び異形と化したハロルドと対峙するも敗北し、神器の奉納よりも精霊の解放が最優先となり、村長が他の3種族の長達とともに冥界へ向かい、かつて精霊を神器に封じ込めた原始の賢者:ナギの元へ向かい、解放され彼自身もまた生き延びた。実はカミーロとマレーナの息子。
レーベン
ポロンの一番目の養子。15年前、『地球のへそ』とよばれるランシール地方にある巨大な神殿の祭壇に置かれていたのをポロンが見つけ、勝手に保護されて育てられた。その際、出生の手がかりと思しき指輪を持っていた。占星術を学び、彼自身が詠んだ『凶兆』の意味を知るため、アロスたちに同行することに。パーティーの中では美形であり一番素直な性格の持ち主だが、鈍感である。その正体は賢王の『第3の目』そのものであり、人の形をとれる位にまで力が増していた。自分をベゼルに受け入れてもらうことによって、彼を賢王とした。これによってレーベンは人間の姿はおろかその人格も消滅したが、記憶や一部の感情などはベゼルにそのまま引き継がれている。
リー
前作の剣王キラと拳王ヤオの息子。まだ少年だが、父の剣技と母の武闘の技を受け継いだバトルマスターであり、剣技や体術、気功などを使いこなす。本来の潜在能力は彼自身が持て余すほど強大であったため、ヤオによって封印されている。5年前のラダトーム城の異変に巻き込まれた父キラの手がかりを求めアロスと行動を共にする。
楽観的・強引な性格から、控えめなアロスに代わり主に場を仕切る。行動を起こす際は常に先頭を行き、戦闘時も母譲りの波動拳が大きな戦力となる。彼のキレのあるアクションは作品の戦闘シーンを支える上で極めて存在感がある。カナヅチらしく、船にはかなり弱い。幾多の死闘を経て再びグードと対峙した際、ヤオの助けもあって自身の内に潜む本来の力を解放し撃破、シーザーにも主として認められた。その後ファンたちに託されたラーの鏡を入手し、ラーミアの卵からラダトームの人々を脱出させた。その後クインゾルマ復活後はアリアハンでの死闘を経てユイと行動を共にしている。
シーザー
キラ一家に飼われている愛犬。その正体は前作でキラが装備していた、生きている鎧ブラックシーザー。異魔神との最終決戦後、なおも進化を続けていたため、ヤオがリーに施したのと同じ封印をかけられ、一般的な犬と同様の姿になった。ヤオが失踪することになった旅に同行していたが、ヤオが鏡の中に囚われたことで取り残されていた。
自身の意思で封印は任意に解除できるようで、リーが危機に陥ったときには本来の姿に戻って彼の命を何度か救っている。リーのことは主ではなくか弱き庇護者と見なしていたが、リーが封印を自力で解き潜在能力を目覚めさせると、正式に主として認め鎧となって着用された。
前作における最終形態と比較すると獅子のような鬣や尻尾などが生えており、より生物的なフォルムになっている（鬣は鎧の状態では兜および襟元を覆う）。またキラとヤオがかつて使っていたはやぶさの剣と黄金のツメを両腕に格納している。
ユイ
リーの幼馴染の少女で、常にリーと行動を共にしている。戦闘の際はリーとの息の合った連携を発揮する。弓矢を得意とし体術にも長ける。失われし日以前は簡単な回復魔法も使用できた。楽観的でしばしば場を読まないリーと煮え切らないアロスに対して口はきついが、その一方でいつも2人を気にかけている。アニスの行動が許せず、そのため時にアロスと口論する事もあったが、テドンで対ブルーノ戦においてアロスの気持ちを理解した上で彼に助言をする。しかしその直後、ブルーノの放った槍に急所を貫かれ、手当ての甲斐なく帰らぬ人となる。
彼女の遺体はテドンの村の墓地に埋葬されるが、ホイミ爺によって魂だけが蘇生。遺品となった弓は、自身の髪を弦となっていたために霊体だけのユイに同化、再び彼女の武器として使われることになる。その後はホイミ爺とともに旅に出てて、密かにリーの手助けなどをしていた。
その後、アリアハンでの戦いで肉体が無傷に近いまま死んだモンスターの身体に憑依するが、グノンとの戦いの中で再び死亡する。しかし、ほぼ同じタイミングで肉体と魂が再び死んだ関係で魂が肉体に戻った後にコルゴナが敗れた際に生じた冥界から見えた光に手を伸ばしたリーによって冥界から帰還、無事に蘇る。肉体がクインゾルマの配下によってモンスター化した影響で耳がとがるなど、その名残は残っている。
ホイミ爺
小柄な老僧侶。迷える魂となっていたユイを救うべく、魂だけの状態で蘇らせた。その後、ユイを救うべく彼女を連れて各地を旅している。その正体は世界樹の葉の最後の1枚で新たな土地で世界樹を発芽させるために旅をしていた。

### クインゾルマの一団
おかあさま / クインゾルマ
ラーミアだけでなく、アニスや守護の竜、ハロルドにまで母と呼ばれる謎の女性。その正体はクインゾルマという名の魔物で元は人間だったが、ゾーマの手によって魔の者に生まれ変わり彼の妃となった。100年以上前に初代賢王とオルテガによって、バハラタの地に封じられたが、人間の道具（ロマリアの魔克爆弾の実験）によって意識が覚醒したらしく、精神だけが異空間に在る。亡き夫であるゾーマの宿願を果たすべく、ラーミアを陥れ暗躍を始めた、今回の一連の事件の黒幕とも言うべき存在。当初は声だけしか届かせられない状態だったが、オーブが集まる毎に本来の力や身体を取り戻していき、衣服も白基調のドレスから黒い喪服のような衣装に変化した。またオーブを守護する竜も配下に加えている。ラーミア同様アロスたちを危険視している。
アニスやラーミアに表面上は慈悲深く接しているものの、あくまで自分の目的のために利用しているに過ぎず、疑念を抱かれた際には二人を真実から遠ざけるべく、離間工作を仕掛けている。
ラーミアを唆し、5年前のラダトーム城集団失踪事件を引き起こさせ、さらに25年以上前には自身が封じられていた頭上をラーミア（母鳥）が飛んでいるのを発見し、強引に自分の元へ引きずり込んで卵をはざまに産み落とさせた。その真実をラーミアが知り、アランたちに与した際、彼もろとも自らに取り込み、さらにラーミアの力を利用して本体の封印を解き、スキをついて最後のパープルオーブを奪い完全に復活を果たした。その後は魔石融合炉をも体内に取り込み、かなりの巨体となって世界樹に寄生し死者をあの世に還すことすら出来ない状態にし、さらに木の根を使って各地を破壊。その際に人も魔物もすべて殺害し取り込むという暴挙に出るが魔克爆弾で世界樹を破壊される1歩手前で竜の女王の城へと逃げ延びた。ラーミアは依然としてクインゾルマに取り込まれたままで、その能力も健在。
謎の男 / ゾーマ
竜が彫られた兜を被った、禍々しい風貌を持つ壮年の男性。かつての大魔王ゾーマその人であり、クインゾルマの夫。自身を脅かす呪文の力を取り除くため、クインゾルマに神器強奪を任せたが、彼女が敗れたことを知って闇の衣を纏うことを決意。闇の衣の副作用によって肉体が老化し、原作ゲームにおける風貌へと至った。その後の顛末は原作ゲームおよび前作で語られた通り、勇者アレルによって討伐された。だがその遺骸は彼自身の復活を目論むクインゾルマに喰われてしまう。
アニス
5年前のラダトーム城の異変の際に消息を絶ったアロスの双子の姉。唯一他の者達とは異なり、ラーミアに誘われ自らの足でアロスの前から鏡の中へ姿を消した。現在はラーミアと行動を共にし、異空間と思わしき世界から鏡を抜ける事でこちらの世界に現れ、「6色のオーブ」を奪取せんとする。自分の世界を救わんとし、ラーミアに対する慈愛とは裏腹に、自身の道を阻む者を躊躇無く斬り捨てる固い決意を秘める。アロスや消息を絶つ以前の記憶を失くしていると見られる。アロスの回想から、飼っていた愛猫ミーシャと友人のハンスが禁断の聖域で侵入者防止用の光線に焼かれ死亡したことがきっかけで心を病み、生命が危うい所まで来てしまったため、アランたちによって薬と呪文で記憶を塗り替える治療を施された。剣術の腕はアロスと互角であるが、人を殺害する事に対してはロトの血の抑制が掛からないようである。剣の師はキラで、繰り返される時間の中で何度も彼に弟子入りし、剣王直伝の剣術を修めてきた。
アロスが紋章剣を入手するのとほぼ同時期にアニスも紋章剣を入手しているが、鏡に映したように剣に刻まれた文字は逆になっている。
また闇の台座に封じられた朱雷と契約し、黒い雷を利用できるようになった。クインゾルマにアロスへの憎しみを唆され、自身の存在意義を取り戻すべく三たびアロスと竜王の城で相対し、ラーの鏡や光の玉の力のおかげで過去の記憶を取り戻し、自身の時間経過による消滅も免れたが偽りの記憶と自身の過去の罪の記憶との狭間で苦しんでいたのを、アロスがシュライと契約したことで解放され、彼と和解できた。クインゾルマ復活後はアリアハンでの死闘を経て木の根に取り込まれるのを防ぐべくアストロンを発動。しかしこの呪文はそれを司るシガンが発したものではなかったため、シルシルとミシルがシガンの中で原因を追求して解いた。
ラーミア
異空間に住まう「不死鳥ラーミア」と同じ名前を持つ謎の少年。アニスを慕い、実の姉弟と変わらぬ親愛関係に結ばれている。アニスと目的を同じくする。アロスたちの世界に干渉する何らかの力を持ち、「6色のオーブ」を集める為アニスをこちらの世界へ送り出す。
それ以前は異空間に隔離同然の身であり、そのため一日も早く外の世界に出ることを切望していた。「いつか自分たちの声に耳を傾けてくれる者が現れた時、その者が外の世界へ導いてくれる」というおかあさまの言葉を信じ待ち続けていたある日、水溜りごしに一人の少女（アニス）が自分に話しかけてくる。それは本来ラーミアに対するものではなく、側にいた猫に対する言葉だったのだが、ラーミアはこの勘違いによって一方的にアニスを慕うようになり、またこれ以降アニスが自分に話しかけなくなったのは、いつも彼女と遊んでいるアロスのせいだと考えるようになった。この勘違いがアロスへの敵愾心を醸成し、後にアロス一行を守護の竜に襲撃させた遠因の一つとなっている。
孤独に耐え切れなくなった彼は、おかあさまに唆されたこともあって、アニスを我が物にするべく、ラダトーム城の集団失踪事件を引き起こしてしまう。それから5年後には、アニスを外の世界に送るためと言ってアレフガルドを闇に閉ざし、旅の扉の機能を狂わせた。
3つ目のオーブを入手した時点で、突如倒れたが体が成長した状態で目覚め、同時に城の中の時間も動き出した。おかあさまの言葉を信じて疑わず、忠実に従ってきた彼だったが、彼女の独断でアニスがピラミッドに飛ばされ生命を危うくした件がきっかけで、次第におかあさまのやり方と、彼女のために今まで自分がしてきたことに対し疑念を抱くようになる。そして自分の「世界」に籠り今まで自分がやってきたことを整理してみた結果、彼はこの異世界の正体と、オーブを集めることによる恐るべき危険性に気付く。すぐさまアニスにもそのことを伝えようとするのだが、ラーミアの動きを察知したおかあさまの策により、アニスが死亡したと思い込み絶望。自分の世界に閉じ籠もってしまう。そんな時母鳥の羽根に導かれたファンとヤオに出会い、その羽根からすべての真実を知り、クインゾルマと袖を分かつ決意をする。彼らの失った視力を治し、アランやアステアたちとも合流して鏡面に取り込まれた人達を元に戻すための手助けをする。だがクインゾルマに気づかれ、彼女に取り込まれ最後のオーブも揃ってしまい、卵が孵化したことにより、完全にクインゾルマとして復活してしまった。
ハロルド
イシス武闘大会、前大会の優勝者。優男風の美丈夫で剣技に優れ、しかも公正な試合を重んじる剣士でもあるため、女性からの人気が高い。反面、自信家であり、やや傲慢でプライドが高いところがあるため、ギムレットやリーのように毛嫌いする者も少なくない。今回の大会でも勝ち進むが、準決勝戦でアロスに完敗し、深く打ちのめされる。大会後、ポロンたちの会話を偶然立ち聞きした事で彼らが勇者や聖戦士に縁がある者達であると知り、アロスと再会すべく彼らに同行を願い出た。
ピラミッドで自分を負かしたアロスとリーに憑依したエロンとの人間離れした闘いぶりを見せつけられ、その力の差に愕然とする。その心の隙を捕虜になったエロンに付け込まれ、雷の神器・朱雷を解放。そしてこれを通じて語りかけてきたクインゾルマの誘惑に乗り、彼らへの協力を誓う。そしてアロスに対して神器の力を見せつけようとするものの、その力を制御できず自滅。満身創痍になりつつもアロスに「いつか同じ屈辱を味わわせてやる」と吐き捨て、クインゾルマの住む異世界へと逃げ去った。
その後、クインゾルマとライムの導きによって、魔装具とよばれる禍々しい鎧を装着。人であることを捨て、外界と異空間を行き来する能力と数億の魔物を統率する能力を得る。クインゾルマに命じられるままにダーマ神殿の崩壊、レッドオーブの奪取などで暗躍するが、蒼渦を狙ってジパングでイサリやベゼルと対峙するも、先代の神器の守人の術により神座を守るための結界の核とされ無力化されたがその結界の欠点を突き止め、オロチたちと融合して完全なる魔物と化して結界を破りベゼルを圧倒する。だが精霊がすでに解放された神器とともにクインゾルマの元に戻ったが、邪気を含んだ鎧以外は役立たずと見なされ、彼女に喰われてしまった。

### オーブの守護竜
グリンガ
グリーンオーブの守護竜。ユイに「デブ」と形容されたように、丸々と肥えた体型のドラゴン。知性はないものの、環境に応じて肉体を変質、適応させる能力を持つ。海面から突如として現れ、船上のアロスたちを急襲した。空中からの一方的な攻撃で一行を苦戦させたが、偶然ベゼルの手からすっぽ抜けたオウエンが右目に直撃したことで撤退。その後再び現れレイアムランドを襲うが、ベゼルが偶発的にオウエンの力を解放したことでその炎に焼かれ、跡形もなく消滅した。
ブルーノ
ブルーオーブの守護竜。細身で人間大のサイズであり、体型も比較的人間に近い。知性を備えており、冷酷で残忍な性格。死体を操る能力を持つ。テドンにてアロスたちに神器の在処を答えるよう脅しをかけるが、抵抗されたためそのまま戦闘となった。折しも不和が芽生えていた一行の隙をつき、アロスを籠絡しようとし、ユイに致命傷を与えた。しかしユイの死によって逆上したアロスの猛攻を受け、胴部を袈裟懸けに両断され絶命した。
アビー
人語をしゃべる竜の子。イシスの砂漠で道に迷ったアロス達を見つけ、ピエタに報告。毒舌家で、相手にとって痛烈な一言を呟くことがしばしばある。ことごとくベゼルを馬鹿にしていて彼の怒りをよく買っている。イシスからアロス達と同行していたが、その正体はオーブの守護竜の一体であり、グリンガの体とブルーノの知性を併せ持つ融合体だった。ピラミッドでアブサンに正体を見破られた後、本性を表し炎の神器を奪うべくベゼルたちに襲いかかるも、オウエンの力を解放したベゼルによって撃退される。その後エロンと融合しライムとなった。
エロン
イエローオーブの守護竜。ブルーノと同じく知性を持った人間大のドラゴンだが、面長で貧相な体付き。他の人間に憑依し、意のままに操る能力を持つほか、幻術も使う。イシスにおいて様々な人物に憑依して暗躍し、最後にはリーに取り憑いてアロスに襲いかかったが、敗北し捕らえられる。その後、ハロルドを誘惑することで脱出し撤退、アビーと融合しライムとなった。
ライム
グリンガ、ブルーノ、エロンの融合体。三体の守護竜それぞれの特性を備え、幻術や適応変身、屍肉を操る能力すべてを行使でき、能力を組み合わせて使うことも可能。真実の一端を知ったラーミアをアニスから引き離すための離間工作に駆り出された後、パープルオーブ強奪のためアレフガルドにいた魔物達を掌握し侵攻を開始する。まもなく竜王が自らがオーブを持つことを表明したため、自ら魔物を率いて竜王に挑み有利に戦いを進めるも、その場に居合わせたアロス、シルシル、ミシルが竜王を援護したことで敗北。その肉体は再生不能になるほど粉々にされた。
シルヴィア
シルバーオーブの守護竜。人間大サイズの女性型竜人で、立ち振る舞いや喋り方も女性らしい。高度な擬態能力を持ち、様々な人間、魔物の姿を完璧に模倣することができる。竜王の城に潜入した際、その正体を見抜いた竜王によって子を身籠もらされた。その後、パプルシアが目覚めたことで本来の使命を取り戻した。
レド
レッドオーブの守護竜。軽装の鎧を身につけた、巨人のような姿の竜。竜王と同じく炎の属性を持ち、炎に対しては強い耐性がある。知性や特殊な能力こそないものの、狡猾な戦術を駆使する実力者であり、伸縮自在の腕部による変幻自在の刺突や斬撃を繰り出す。パープルオーブ強奪のために派遣され、竜王配下の四天王を惨殺したうえ、変身した竜王をも追い詰めたが、アロスとアニスの連携攻撃により呆気なく敗れ去った。
パプルシア
パープルオーブの守護竜。人間の女性に極めて近い姿をしている。クインゾルマの手を介さずに復活したことにより唯一本来の使命を保ったまま目覚め、シルヴィアを説得しクインゾルマの元から離反させた。

### ロトの血を受け継ぐ者
アルス
ロトの血を継ぐ勇者であり、前作の主人公である。異魔神討伐後世界中を旅して回っている。アロスが小さい時にアリアハンで逢うが、顔は逆光により暗くなっていて描かれていない。アロスの憧れの人物。勇者アランや勇者アステアと同じ失踪に巻き込まれてはいないが、失われし日以降にアリアハンで目撃されたのが最後となる。ベゼルの夢で彼と思われる人物が炎の中で「オウエン」の宿る「炎の神器」をベゼルに託している姿が出ている。実はジパングの神器がチュクチの前守人のロウダイによって盗まれた時、イサリたちに同行していた。そこにたまたま通りかかったベゼルをオウエンが選んだのを見て、彼にオウエンを託したのが真相だった。この際にシュライと共鳴をしたことにより、神器である鏡に取り込まれた。
アラン
ロトの血を継ぐ勇者。前作では異魔神の手で魔人王ジャガンに変えられながらも、本来の勇者アランに転生し、アルスたちと共に異魔神を倒した。今作では同じロトの血を継ぐアステアと結婚し、アロス、アニスの双子の子供を儲けている。5年前のラダトーム城の異変に巻き込まれ現在は消息不明。アニスと同じ異空間と思しき世界に姿が確認できる。クインゾルマの策略によりアニスの記憶を消されている。
オーブが集まるに従い城の時間が進み、自分達が城ごと異空間に閉じ込められた事実に気付く。そして、同じく異空間を通して合流したヤオとファンから娘の存在と自分達が時間の停止した空間に閉じ込められたことを再認識し、クインゾルマを城ごと道連れにしようとするが、時間を停止させられて失敗に終わる。
アステア
ロトの血を継ぐ勇者。前作では性別がはっきり描かれていなかったが、後に『ドラゴンクエスト列伝 ロトの紋章 Returns』内にて、女性であったことが描かれた。アルス達と異魔神を倒した後、同じくロトの血を継ぐアランと結婚し、アロス、アニスの双子の子供を儲ける。5年前のラダトーム城の異変に巻き込まれ、アニスと同じ異空間と思しき世界に姿が確認できる。クインゾルマの策略によりアニスの記憶を消されている。
アラン同様、ヤオ達から娘の存在を知らされた後にクインゾルマに挑むが時間を止められて失敗した。

### 聖戦士
キラ
前作でアルス達と異魔神を倒した聖戦士の一人で剣王。現在は父・ロートシルトに似た容姿になっている。かつての戦いの最中、同じ聖戦士である拳王ヤオと結婚し、戦い終えた後は息子のリーを儲けた。5年前のラダトーム城の異変に巻き込まれ、アニスと同じ異空間と思しき世界に姿が確認できる。クインゾルマの策略によりアニスの記憶を消されている。同じ時を繰り返される中、無自覚のうちにアニスに対し剣術を施した。時の動き出したラダトーム上において、アラン達と同様にクインゾルマによって動きが封じられた。
ヤオ
前作でアルス達と異魔神を倒した聖戦士の一人で拳王。夫は同じく聖戦士である剣王キラであり、リーの母親。失われし日より前にファンとラーミア（母鳥）の自己防衛本能機能である光の柱を見て失明。リーとユイの旅路を見送った後で自身もシーザーを連れてバハラタへ調査に向かうが、これを危惧したクインゾルマによって鏡面内に封じ込められてしまった。後に同じくシルヴィアによって誘導され封じ込められたファンと再会し、ラーミア（母鳥）の羽根の導きでラーミアの卵の中に辿り着く。そこでキラやアランたちと再会し、ラーミアからすべての事態を聞きリーにラーの鏡やラーミアの孵化などを託すが、クインゾルマによって動きを封じられてしまう。
ポロン
前作でアルス達と異魔神を倒した聖戦士の一人で賢王。祖父カミーロの後を継いで船大工になった。アロスたちがレイアムランドにいる時に、自分でこしらえた海賊船で海賊の恰好をして現れる。世界中で呪文が消失した際、ポロンも例外なく呪文が使えなくなっているため、現在は「大海賊キャプテン・ポロン」と名乗っている。初代賢王カダルに匹敵するほどのオヤジギャグを放ち、ユイ達を呆れさせている。妻はジパングで知り合ったサクヤ。賢者になった事により、カダル同様生殖機能を失っているため、サクヤとともに孤児を引き取り育てている。対ブルーノ戦後に現れたイサリたちとともに神器探しを手伝うことになる。旅のさなかでベゼルと出会い、レーベンに再会し賢王や神器の様々な情報を得、息子レーベンの正体を知った。

### 鷹の師団
ア・カギ
鷹の師団の一員であり、アロスの育ての親的存在。5年前のラダトーム城の異変から難を逃れた人間のうちの一人で、記憶を失って倒れているアロスを拾い育てる。アロスの素性を知っていたが、本人にも知らせず盗賊仲間からも匿っていた。殺人の罪に苛まれるアロスに盗賊は向かないと思っており、リーとユイと共にアロスが旅立つように計らった。女性だが、剣技は一流である。その正体は実はラルス王家の最後の生き残りで、かつてラダトームはこの一族の手によって繁栄していた。それを知ったアラン達は彼女にその王位継承権を返した。
ジェド
鷹の師団の頭領。ア・カギが拾ったアロスの実力は買っているものの、盗賊稼業に向かないその性格から彼を抱え続けることには懸念を抱いていた。衰弱により逝去。
ミモ
鷹の師団に属する少女。マイペースな性格。ア・カギが王家の人間と知ってもつき従うことを選んだ。
チキ
かつてアロスが盗賊だった頃に出会った翼竜の子でア・カギたちは『きかん坊』と呼ぶ。アロスがポルトガの兵たちに捕えられた時、助けに現れる。

### アリアハン
マムル
チノンの孫。前作では幼い少年であり、勇者になることを夢見ていたが、現在は船乗りになっている。アロス一行がレイアムランドに行く際に道案内を兼ねて船を出した。
アスリーン
チノンの孫でマムルの妹。強気な性格が災いして、マムル曰く、「早く嫁の貰い手が居ないものか」とのこと。彼女の名を冠した船、アスリーン号も登場。
なお、2人の祖母のチノンは10年前に亡くなっている。
ルイーダ
ルイーダの酒場を経営する女性。勇者ロトに聖戦士を紹介した初代ルイーダより数えて5代目。現在も酒場を経営しており、ロトの後継者、聖戦士達が店を訪れた際には最高の御持て成しと旅の手助けをする。
ノヴァク13世
アリアハンの王。かつてはとても臆病な性格でアリアハンを寂れさせていたが、20数年前の10万匹の獣兵団と勇敢に戦うアルスたちの姿を見て勇気を取り戻し、魔王軍と戦う決意を固め、前作終盤では異魔神との最終決戦にまで出向いた。かつてアルスを見捨て差し出したことを未だ悔いており、同じ過ちを繰り返すまいと強い決意を抱いている。終盤、復活したクインゾルマの軍勢に対抗すべく自ら兵を率いて出陣し、戦いの中で致命傷を負い死亡した。しかし、魂が還る世界樹が消えさまよう中で同じく死亡した国民達の魂と、今も戦い続ける国民達を見たことで死んでいる場合ではないと強靱な精神力により、自力で死の淵から蘇る。

### イシス
アブサン
旅立ち直後、神器を持ったまま岸辺に打ち上げられていたベゼルを介抱し、それ以後、彼と行動を共にする。楽観的な相方に対し、思慮深く良識を持ち合わせている。それ故苦労が耐えない。元々イシス出身だが暗い過去があるようで、語りたがらないでいる。
ラーニャ
イシスの第一王女。見た目と物事の考えは幼いが一応16歳の自称レディである。戦える力はあるが、楽観的で英雄気取りの為に詰が甘い。時たまお城を抜け出してはジルを連れ、お忍びで街の様子を伺ったり魔物退治をする等、それだけ国を大事に想っている。
ジル
ラーニャの世話役。冷静沈着にラーニャの教育・指導・戦闘援護をする。元々は敵国に当たるロマリア出身の劇団の踊り子であり、そのため当初はラーニャと折り合いが悪かったが、ある出来事がきっかけで和解。現在は家族のように仲良くなっている。イシス劇場座長兼地下闘技場オーナーであるファンが独自に編み出したベリーダンスの使い手。
ムスタファ
イシスの王。ラーニャの父。30年ほど前、密かにイシスのお姫様と結婚してイシスの王になる事を夢見ながら劇団で蛇使いをしていたところ、若かりし頃の身分を隠していたジェファに求婚を迫られており、なんとか逃れようとしていたものの、結婚にまで行き着いてしまい、最終的にイシスの王となる。お調子者で優柔不断な性格だが、王としての見識は確かに持ち合わせている。お城を時たま抜け出しては、街の劇場で踊りの観賞とお酒をたしなんでいる。
前作『ロトの紋章』の外伝短編「イシス恋の遁走曲（フーガ）」で若かりし頃のジェファとのエピソードが描かれており、その際アルスと会う以前のヤオと面識があったほか、若い頃の彼はヤオに瓜二つの容姿であった。
ジェファ
イシスの王妃。ラーニャの母。大変お淑やかそうに見えるが、30年ほど前はお城の兵士を引き連れ、盗賊団のような出で立ちで街に出ては、婿探しをしていたお姫様だった。そんな中で現在の夫であるムスタファに一目惚れをし、ムスタファを必要以上に追い掛け回して求婚を迫っていた。
アバダン
父・タクウを補佐するイシス軍副長にしてアブサンの兄。4年前の戦争で命令違反を犯し、多くの兵を死に至らしめた弟に対し、憎悪とも思える態度で接する。戦士としての力量に優れ、武闘大会の予選ではアブサンを破った。トーナメント戦で対戦相手のチャンに敗れたものの、彼ともいい勝負を演じていた。
傲慢で頑迷な態度が目立つが、本当は紳士的で冷静沈着な人物であるらしい。
タクウ
イシス王国の将。アバダンとアブサンの父親。頑固そうに見えるが、実は心優しく見識広く強靭な精神力の持ち主。そのため王の信頼も厚い。
アバダンと同じく、アブサンの考えを認めていないが、アバダンよりは理解を示している模様。砂上船でピラミッドへ向かう途中、アブサンを諭すためオアシスで途中下車するが、その際に水鏡を通じてエロンに乗り移られ、アニスとともに白のオーブ奪取の手助けをしてしまう。
エロンに傷つけられたことによって意識が覚醒し、息子たちに自分もろともエロンを殺すよう命じる。しかし、あと一歩のところで逃げられてしまい、無念の内に絶命する。その後、彼の亡骸は妻のセナが眠るオアシスに葬られた。
ファン
拳王の里の生き残りで、ヤオの祖父であり師匠でもある。現在はイシスで劇場の座長だが、それは表向きの顔であり、裏の顔は地下闘技場のオーナーである。ヤオと同じく、失われし日より前にラーミア（母鳥）の自己防衛本能機能である光の柱を見て、記憶と視力を失った。気功の腕は今も落ちておらず、バトルマスターであるリーの拳をものともしない。イシスでリーと再会した後、奇妙な動きをする丸い虫を彼に託して単身バハラタへ調査に向かう。その動きを感知したクインゾルマがシルヴィアに命じて彼を誘導し鏡面に閉じ込められてしまったが、中でヤオと再会し持ってきたラーミア（母鳥）の羽根の導きにより、ラーミアの卵の中に辿り着いた。そこですべての真実を知り、ラーミアとともに鏡面に封じられた人々を救うため近くにいたリーにラーの鏡とラーミアの卵の孵化を託す。だがクインゾルマに感づかれ、身動きを封じられてしまう。
ピエタ
砂漠の渡し守、エルフの男。昔は星降る腕輪を利用してせこい詐欺師としての日々を暮らしていたが、タルキンによって詐欺行為をばらされ、星降る腕輪を譲る事になる。しかし、その後に「騙し取ったような物だ」という事で腕輪を返しに来たヤオの心意気に惚れ込み、それ以降は主に聖戦士ヤオを中心として、勇者様一行に協力するようになる。イシスの砂漠で道に迷ったアロス達を救い、イシスまで同行する事を約束。聖戦士ヤオのファンである為に、この度のヤオの失踪に意気消沈気味。石当てゲームの腕は星降る腕輪無しでも健在。エルフ達の仕来りで人間との交流を断っている為に、人間の住む集落には入ってはいけない事になっている。

### ジパング
イサリ
5年前にジパングから盗み出された「三種の神器」の守長。生真面目な性格で、使命感と責任感が人一倍強い。冷静な判断力と自己犠牲も厭わぬ強い意思力を備えるが、無謀かつ性急な側面もあり、経験不足も手伝って柔軟性に欠ける。
実はジパングの女王イヨと王イズナの間に生まれたの実の娘。本来であれば王女たる身分であったが、魔法も神仙術も身に付けられない白い髪の子であったため、掟により引き離され守り人として育てられた。母の寵愛を一身に受ける実の妹イトに対し嫉妬心も含んだ複雑な感情を抱いていたが、実の母と対面が叶った際に「恨まれるのは自分だけでよい。イトを恨まないで上げてほしい」との母イヨの言葉を聞いて自分へお深い愛情と信頼を実感し、自らイトの影として守り人の使命を全うすることを決心した。
イヨより神器捜索を命じられる。偶然旅の扉に入った先に辿り着いたネグロゴンドにあるダブラの聖域で守長としての資質を認められ、神器に関する情報を得る。現在同行してきたヤンバル族のヤルバーとともに旅の扉のループに引っ掛かっていたが、最初から船を使うべきだったという事に気が付き、アロス達と入れ違いでテドンに到達する。ポロンの家で、雷の神器の手掛りを得、彼とともにランシールへ向かう。その後雷の神器『朱雷』を入手し、それによって『霊刀オウエン』の手掛りを得て、アロスたちのいるピラミッドへ向かい、二つの神器を見つけるも、強敵アビーに阻まれる。しかも戦闘の最中、イサリの放った火炎が神器の刀身に吸収されたことがきっかけで、神器の封印が解けてしまう。
封印から解き放たれた精霊・オウエンの力はイサリの力を凌駕したが、ヤルバーの助力で封印に成功。イシス帰還後、意識を失くしたベゼルを連れてジパングへ行くことを決めた矢先、突如ハクラクが現れ、潮の神器が見つかったことでキメラの翼が使えるようになったことを知り、ベゼルを彼に預けて自身は3つ目の聖域である『チュクチ』へ、『失われし日』の原因を前守人のロウダイから聞き、神器『蒼渦』を確保し再びジパングの神座に奉納することに成功した。その後賢者の情報を得てスーへ向かい、そこに現れた蜃気楼の塔でベゼルを賢王とするべく加勢する。その直後、ベゼルの中のオウエンからシュライとジパングの神座に危機が迫っているとの情報を知り、手下たちと共に神座へ。結界内で数人の手下と共にハロルドと対峙するも、力の差がありすぎて劣勢に。トドメを刺されそうになった時ベゼルが現れ、予め斬り落としたハロルドの腕を先代に託していたことで彼を封じることに成功した。その後も神器をたて続けに奉納し続けたことにより、重体となりそれを知ったベゼルから想いを打ち明けられるがそれでもすべての神器を奉納したが、結果として村長や聖域を守護する3種族達が反魂の儀を行なって神器そのものから精霊たちを解放したことで、彼女自身が神器に縛られる運命から解放された。その後アリアハンの危機にイズナが用意した部下達と共に参戦し、取得出来ないと言われていたはずの神仙術が使えるようになった。
イヨ
アルス達とともに最後の戦いに臨んだ一人で、ジパングの女王。現在でも女王として健在である。5年前にジパングより盗み出された「三種の神器」の捜索をイサリに命ずる。イサリとイトの母でもあり、現在3人目を妊娠中。
イト
イヨとイズナの間に生まれた子で、イサリの妹。彼女はイサリが姉であることは知らなかったが後にイズナから知らされた。イサリが神器との宿命から解放された後は姉として慕っている。

### ロマリア
ゼラニウム
ロマリア女王。在位3年目、若干20代の若き国王。先代である父の数々の罪を悔いており、三国に真の平和をもたらす為に活動している。
ハイネ
ロマリア国の翼龍騎士団長。

### エジンベア
リチャード
エジンベア国王。冷静沈着かつ聡明な人物で、肝も据わっている。レッドオーブを求めるアロス達に対し、客観的視点から三王の封印を解かない事のメリットを伝え、諭した。
クレデール将軍
ショートヘアの女性将軍。

### ポルトガ
ダコスタ総督
ポルトガ軍の総司令官。武力による結束こそが真の平和への道であるという信念のもと、国王の命令すらも無視しロマリア前国王が製作した魔克爆弾を手に入れるべく活動している。
魔克爆弾が敵の手に落ちた後、その場にいた誰よりも事態の深刻さを憂いた彼は決死で爆弾を起動させ、魔石鉱床と敵を巻き込んでの自爆という壮絶な最期を遂げた。
フェルナンド
ポルトガ国王。小心者。自身の意向を無視し、実権を握ってやりたい放題をしているダコスタ総督を苦々しく思っている。

### ダブラの聖域
ヤルバー
ダブラの聖域に多数存在するタヌキのような姿をしたヤンバル族のひとり。聖域の主、ハクラクの命によりイサリを守るように言われるも、逆に助けられたため、それ以降同行する。時々妙なことわざを言うことも。
ハクラク
ダブラの聖域の主。外見は老人だが、イサリの技を無効にするなど、侮れない力を持つ。アロス一行がイシス帰還後、突然、イサリとポロンたちの前に現れ、いったんダブラの聖域へと連れて行き、ベゼルを預かり潮の神器が見つかったことでキメラの翼が使えるようになったことを告げ、イサリに潮の神器の聖域である『チュクチ』へ向かうよう頼んだ。

### その他の人物
ハンス
アロスの記憶に出てくる庭師の子供。ラダトームの禁断の聖地で侵入者防止用の光線に焼かれ、池に投げ出されて死亡。彼の亡骸が浮かんでいたあたりに消滅したはずの紋章が発見される。死後その魂は紋章を使って作られた剣を守るために留まっている。犯した罪の責め苦から姉アニスを救えず絶望の汀にあったアロスから、その記憶そのものを消し去った張本人だが、自ら迷いを断ち切ったアロスにその記憶を戻したのもまた彼であった。
サクヤ
前作のラストでポロンの妻となった、ジパング出身の女性。当時に比べてふくよかな体格になっている。賢者である夫は生殖機能がなく実子が授かれない事もあり、多くの孤児を引き取り育てている。ポロンほどではないが、密かにオヤジギャグを言っている。
チャン
イシス武闘大会に参加している放浪の修行者。三節棍の遣い手。ファンに師事したこともあり、リーの波動拳に似た技も使える。
ギムレット
イシス武闘大会に参加している女性選手。投げナイフの遣い手で、その腕前はレプリカでも石畳を砕く破壊力を持つ。トーナメントでリーと対戦するが、飛び道具の特性を熟知した彼には及ばず、敗れてしまう。
アラモ
イシス武闘大会に参加している異国の戦士。手斧の遣い手。トーナメントでアロスと対戦するが、守護の竜らの介入もあって敗北する。しかし、彼は族長の予言によってすでにそのことを予見していたらしい。試合後、オーブ消失により衰退を始める自分の故郷と世界を救って欲しいとアロスに申し出る。
ソフィア
イシス武闘大会に参加している陽気な女性。細剣の遣い手で、素早さを生かした戦い方を得意とする。予選でアラモに敗れる。アラモとは初見から反りが合わないと感じていた。
ダスター
イシス武闘大会に参加している剛力の戦士。前回の大会でハロルドに破れ、彼にライバル意識を燃やしている。その後精進を重ねたようだが、今回も力及ばずハロルドに敗れる。
ガルボ
ロトの末裔を自称する無頼漢。取り巻き二人をいつも連れている。イシスの城下町でラーニャにぶつかり、夜半にアロス一行が訪れた酒場で再び居合わせる。酩酊してジルに絡み、酒場の備品を壊すといった蛮行に及ぶが、ファンに懲らしめられあえなく退散する。その後、褒美目当てにイシス武闘大会に参加し予選でアロスとまみえるが、守護の竜エロンの介入によって本人も気が付かぬうちに大会規定違反により失格となる。
ミルフィーユとメルヴェーユ
レイアムランドのラーミアの祠でオーブを見守っていた聖双生児。25年前、魔に魅入られたアラン（ジャガン）に安置していた闇のオーブを奪われ、今回は他ならぬ彼の娘アニスによってブルーオーブを奪われてしまう。その後、クインゾルマの復活に際しレイアムランドの聖地が破壊されたため、彼女らも消滅してしまった。
竜王
前作の戦いでアステアに敗北を認めた、竜族を統べる魔物の王。現在はラダトーム城の対岸に居城を構え、世界の動向を伺う。竜王配下の魔物が人を襲ったことはないと言われており、人間に敵対する意思は見せていない。配下から離反し始めた魔物の出現を機に、その背後にいる黒幕の存在を感じ取り、自らが所持するパープルオーブを餌に彼らを挑発、宣戦布告した。その一方で自身のもとをたずねてきたアロスに実戦形式の稽古をつけ、彼のレベルアップに一役買う。部下達からは人間への肩入れが過ぎると訝しがられているが、その真意は「あらゆる魔に打ち克つ、強い勇者の血を育むこと」が目的であり、かつて自身が魔に魅入られ世界を滅ぼしかねない蛮行に及んでいた事への贖罪であることが語られている。
シルシルとミシル
自称天才魔法使いと自称天才僧侶。ふたり合わせて一人前と称して、ふたりの魔法をかけ合わせてかつてポロンが扱っていた合体魔法を得意としている。呪文をまともに使えないアロスの為、竜王のもとで呪文の特訓をする事になる。
バラモス
かつて勇者アレルに倒された魔王。前作『ドラゴンクエスト列伝 ロトの紋章』にもゾンビ化した姿で登場。勇者アルスに再び倒された。
おかあさま（クインゾルマ）の回想の中に登場し、ゾーマの命令で地上世界の侵攻に赴く姿が描かれている。
破壊神シドー
原作ゲームである『ドラゴンクエストII 悪霊の神々』から登場。幻術でアロスを惑わせようと試みたが返り討ちにあい、あっさり撃退される。
ティーエ
かつてアルスの旅に同行していた妖精。現在はエルフの里を治める女王となっている。少し先の未来が見えるという能力を持つ。

## 世界
ラダトーム
地下世界と呼ばれるアレフガルドの中心に位置する国。勇者ロトの第三子フローラの子孫であったアステアたちが統治していたが、約25年前に侵攻してきた竜王の軍によって一時、占拠されていた。異魔神打倒後、アステアがアラン（ジャガン）と結ばれ、後に復興。在りし日の繁栄を取り戻すも、クインゾルマの陰謀によって、アラン夫妻を含めたラダトーム城の人々が失踪。以後荒廃の一途を辿り、鷹の師団を始めとする盗賊が跋扈するようになり、城も一時は魔物の巣窟にされていた。さらに現在は、ラーミアの力により再び暗黒の世界にされている。実はこの現象は物体の物と影が別れている状態で、建物自体は問題はないが、人の場合は影がこちら側にある状態。よって取り込まれた本体がこちらに戻ると時間経過で消滅してしまっていたが、ラーの鏡の力でラーミアの卵の中から脱出した。
アリアハン
かつて勇者アルス一行が、獣王グノンの大軍勢と激闘を繰り広げた国。勇者ロトの生まれ故郷でもある。現国王はノヴァク13世。教会が多大な権力を有しており、アレフガルドへ通じる「ギアガの大穴」への飛空挺の運行便を管理している。また、教会は「失われし日」およびラダトーム城の集団失踪事件の真相を探るべく、シスターエメリアを始めとする調査団をアレフガルドに送り込んでいる。
レイアムランド
神鳥ラーミアが生まれたと言われる祠が存在する極寒の地。祠の入り口は「失われし日」以前までは開かれていたが、それ以後はアロス一行が来訪するまで閉じたままになっていた。前作にも登場した聖双生児が祠を守護している。
本作では、祠周辺に前作にはなかった小さな集落が出来ていたが、アロス一行を狙う守護の竜グリンガの襲撃に巻き込まれ壊滅状態に陥った。グリンガ撃退後、生き残りの住民はマムルの船によってアリアハンへと避難した。
テドン
かつての賢王ポロンの故郷である造船の町。現在、ポルトガ・エジンベア・ロマリアの間で激化している戦争の影響で住処を追われた魔物の襲撃により、やや寂れている。
ネクロゴンド
カーメン王国の北に位置する辺境の地。ダフラの聖域が隠された火山地帯が存在する。
イシス
黄金の都とも呼ばれる砂漠地帯に位置する豊かなる王国。現国王ムスタファは芸人上がりで優柔不断なところもあるが、王妃ジェファやタクウなど有能な人物のお陰もあって統治には成功している。4年前のロマリア侵攻によって大きな痛手を受けたが、そのロマリアとも同盟締結に成功。交易を行うまでに至り、「失われし日」以降、穏やかならざる世界情勢の中、イシスの民は平安と繁栄を享受していた。
ロマリア
25年前、異魔神の襲撃を受けた国。イシス王国王女ラーニャの世話役を務めるジルの故郷。「失われし日」が始まってからは、かつて友邦国であったポルトガと交戦。現在も戦闘は激化の一途を辿る。巨大人型兵器や強大無比の破壊力を持つ砲など、強力な技術を有する。実はこれらの兵器が、この国で採掘される魔石という鉱石を原動力にしていたことと、この魔石を巡ってポルトガとの戦争が起きたことが、後のジルの言葉で明らかになった。
ポルトガ
ロマリアと同じく、25年前、異魔神の襲撃を受けた国。イシスより北に位置する。「失われし日」以後、突如、領土拡張の野心を抱き、ロマリア、エジンベアに侵攻したため、三国間で戦争が勃発。5年を経た今も収束のめどは立っておらず戦局も膠着状態にあったが、エジンベアと同盟を結んだことにより、ロマリア本国近辺まで軍勢を進めることに成功した。
国策として魔物狩りも行っており、今回の戦争が魔物の住処を脅かしたことも含め、魔物が人間を憎む直接的・間接的原因となっている。
ジパング
島国。元首は前作にも登場したイヨ。三種の神器を安置する聖域の存在などが本作を通じて明らかになった。
ランシール
巨大な神殿が存在する「地球のへそ」とも言われる地。一説は神々の住まう地とも言われている。ポロンの養子レーベンはこの神殿で発見された。
雷の神器「朱雷」に関連する聖域もここに存在する。
拳王の里
カザーブの西、険しい盆地の中に存在する。キラとヤオはここで結婚式を挙げた。リーとユイの故郷でもある。
スーの村
賢王カダル縁の地。スー一族には賢者に関する言葉が代々言い伝えられている。
異空間
鏡面の向こう側に存在する、アロスたち人間の世界とは異なる謎の世界。5年前までは、実体のないおかあさまを除けばラーミア一人だけだったが、彼がラダトーム城の集団失踪事件を起こして以降は、ラダトーム城および城の人々もその中に存在するようになった。ただし、城の人々は、失踪事件の日と同じ行動を繰り返すだけで、このことが同じくラーミアによって取り込まれたアニスをオーブ奪取に駆り立てる最大の動機となっている。
3つ目のオーブが異空間に集まりラーミアの力が増大したことによって、異空間における城の時間も正常に動き始めた。
実は、この世界の正体は、25年以上前に行方不明となった神鳥ラーミアの卵であり、ラダトーム城とそこに住む人々は、ラーミアによってこの卵殻に取り込まれ付随する存在である。故にオーブが全て集まれば卵殻は消滅するが、同時に彼が取り込んだ城や人々が消滅する危険性がある。
オーブが集まるに従ってこの空間内の時間も進み始め、それに伴いアラン達は自分達が城ごと異空間に閉じ込められていると認識している。
はざま
異空間、すなわちラーミアの卵がおかあさまの企みで産み落とされたと思われる世界。磔にされたおかあさまの身体もここにあったが、瞬時に崩れ去った。

## 用語
ロトの紋章
タイトルにもなっている、勇者ロトの紋章。前作では勇者ロトが儲けた3人の子供の家系にそれぞれ分割して与えられ、3つを合わせる事で対異魔神への切り札、「立体魔法陣オメガルーラ」を発動できた。
前作で一つに合わさった紋章は異魔神に破壊されたかに見えたが、ラダトームの禁断の聖地にある池に浮かんでいたのをアランが見つけ、再び上下に2分割され、ラダトームの職人ペイツによって剣の鞘と柄の装飾とされた。アランとアステアによってラダトーム城に封印されていた紋章は、アロスによって再び封印を解かれている。また、異なる世界のアニスも鏡写しに全く同じ紋章を携えており、2人の持つ紋章は互いに引かれ合う。また、アニスが見ている現実世界における人々の見え方を正常に戻す働きもした。
旅の扉
呪文が失われた世界において、ルーラに変わる主な交通手段となる。「割符」によって通行を制限され、特に地下世界へ繋がる「ギアガの大穴」へ繋がる旅の扉への通行手段は厳重に管理されており、通行手段となる飛空挺の運行便はアリアハンの教会によって厳重に仕切られている。しかし、ラーミアが地下世界へ及ぼした何らかの影響により、それぞれ対応している旅の扉の行く先に変化が生じる。
魔石
巨大人型兵器や砲などの動力になっている、ロマリアで主に発掘される鉱石。「失われし日」以降、需要が急速に増したことが、ロマリア・ポルトガ・エジンベア3国の戦争の発端となった。本来は魔物が自身の強化や新たな命を生み出すために使われるもので、ハロルドたちが6割を奪い去り、現在は魔物の強化に使われている。
血の三角
「失われし日」以降、激戦を続けるロマリア・ポルトガ・エジンベアを指す。初出はレイアムランドの聖双生児の言葉だが、この時点では何を指すのか解らなかった。
オーブ
「不死鳥ラーミア」の魂を宿し、全てをレイアムランドの聖域に揃える事でラーミアを復活させるとされる宝珠。赤・青・黄・緑・紫・白（シルバー）の6色が存在する。アニスとラーミアが集めており、緑と青と黄と白のオーブは既にアニスにより奪い去られた（赤だけハロルドが奪い、紫は不意をつかれてクインゾルマ本人が血溜りの鏡面ごしに奪った）。そのオーブの残渣は魔界ではなく別の場所に飛ばされた。
三種の神器
5年前にジパングから奪われた3種類の神器。それぞれ炎、潮、雷の属性を持ち、その起源は人にあらざる存在であった原始の賢者:ナギによって3種の種族たちとともに荒ぶる精霊たちを封じたのが始まりだった。
後に古代に存在したムー帝国が異魔神によって滅んだ後はジパングが神器を引き継ぎ、聖域に安置することで自然界のバランスを取っており、呪文の源となっていた。それほど重大な代物であるゆえか、ジパングにそれらの経緯は伝えられなかった。そのため、守長イサリを始めジパングの人々は、神器が最初からジパングの物であったと錯覚していた。
強力な結界に守られ、さらに精鋭たる守人が不寝番で守護しており、窃盗どころか侵入すらままならぬはずだったがクインゾルマの策略によりチュクチの前守人である魚人のロウダイの手によって盗まれてしまったが、現在はアロスたちの行動により朱雷以外は神座に戻ったがその後アリアハンの危機によって精霊たち自体が神器から解放された。これによりイサリや聖域各所の多種族たちの役目は終わった。
炎の霊刀『黄炎（オウエン）』
刀に封印された炎の精霊。魔神のような姿をしている。非常に凶暴な性格で、グリンガ（アビー）は彼のせいで2度も深手を負わされている。レイアムランドで一時的に封印から解放され、その強大な力の一端を見せ付けた。ベゼルの身体を依代に、封印から完全に解き放たれる。雷の神器『朱雷』との「共振」によってピラミッドを粉砕するほどの力を発揮したが、イサリとヤルバーによって再び封印された。その後ベゼルが賢王になるまでは特に動きを見せなかったが、ジパングの神座でベゼルがピンチになった時、自身が表に出てハロルドを圧倒し彼を守った。その後再び刀の姿に戻ってベゼルの内から抜け、イサリによって再び神座に奉じられた。オウエン自身はベゼルをたいそう気に入っている模様。後に神器から解放された。
雷の神器『朱雷（シュライ）』
鏡の形をした神器に封印された精霊。その名の通り雷を落とす力を持つが、オウエンと近づけば「共振」によって雨雲を発生させる。この精霊もオウエンと同じく自我を持っているらしい。クインゾルマのいる世界の闇の台座に奉じられ、アニスと契約を交わした。その後三たびアニスがアロスと対峙した際、過去の記憶を取り戻し、偽りの記憶との狭間で苦しむ彼女を救うため、アロスに自身との契約を持ちかけ、これにより正常な雷の呪文が復活した。朱雷自身は楽観的な性格。後に神器から解放された。
潮の神器『蒼渦（ソウカ）』
勾玉の形状の神器に封印された精霊。風・波・大気を司り、ジパングの神座か聖域のどちらかに安置されれば、ルーラやキメラの翼といったものや回復呪文の一部が使用可能となる、後に神器から解放された。精霊は女性の姿をしている。
大地の精霊シガン
大地を司る岩に顔がついたようなナリの精霊。世界樹を新たな土地で発芽させるために動き出す。呪文の中では最強の部類であるガイア・アストロンやリレミト・トラマナといった移動中専用呪文を司る。
オーブの泉
かつてゾーマが造った、聖域を介さずにラーミアを復活させることのできる装置。クインゾルマが復活した後、魔界に装置だけ転送されたが、オーブはいずこかへと消えた。
守護の竜
本来は世界のどこかに産み落とされたラーミアの卵を聖域レイアムランドに運ぶ役目を担う、オーブについているドラゴンのこと。「古よりオーブを守りし竜族の末裔」とも言われているが、その実態はひとりの龍神族がオーブを守るために魂を6つに分け、6体の龍となった姿。今回はラーミアがアロス達への刺客として差し向け、彼らの行く手を阻む。これまで登場した竜は全て色にちなんだ名前を持っている。竜同士での融合が可能で、その場合、名前も対応する色が交じり合ったものに変わる。
クインゾルマが力をつけ始めてからは、主である筈のラーミアすら疎外して、彼女の直接命令に従い、オーブや神器奪取のために暗躍する。だが最後の守護竜が目覚めたことで彼らは回収され、天界で出産したシルヴィアに守護竜たちの長を託されひとつに戻った。

## 世界観
前作である「ロトの紋章」はゲーム・ドラゴンクエストシリーズ初期の1 - 3作目「ロトシリーズ」の『III』と『I』の間に位置する物語として設定されているが、続編である本作は原作に寄らない独自の展開や解釈に基づいて描かれている。同じく藤原カムイを作画担当とする『ドラゴンクエスト エデンの戦士たち』においても同名のオリジナルキャラが登場している。
ここでは本作品における独自の設定を記載する。
失われし日
前作より20年後に起きたとされる、地上界のアリアハンを初めとした呪文が消失した期間。実際には異変は地上界のみならず、地下世界ラダトーム城の集団失踪の日と一致しており、事態は複雑な様相を呈している。後にアリアハンの教会において両者の異変に関連があると見られ、調査が続けられている。
ラダトーム城の集団失踪は、それが起こった際に光の中に居て、鏡（もしくはガラス・金属）などの姿を映し出す物にその姿を投影された者のみがそこに吸い込まれた事が確認されている。事の発端は、アニスが自分に唯一気付いてくれた人間だとラーミアが勘違いしたことにある。ただ、彼の意向とは別に、その裏にはオーブ入手のためにアニスを利用しようとした（オーブの泉の水を彼女に飲ませて記憶を操作したり、アランたちからアニスの記憶を奪ったりなど）クインゾルマの意図があった。
呪文の消失により生活と社会の基盤が崩壊し、またアラン・アステアの2人の統治者を失った事により、アレフガルドは荒廃の一途をたどる。
呪文消失の原因は、全ての呪文の源となっていた三種の神器が聖域から持ち出されたことでパワーバランスが崩れた結果である。
6つのオーブとラーミアの役割
それぞれ赤・黄・紫・銀・青・緑のオーブ。ラーミアの卵を現世に孵すのが本来の役目。器たる卵によって、ラーミアは転生を繰り返し消滅することがない。
ラーミアの本来の役割は、オーブを介して世界の運行を見守り、神の世界と人の世界を繋ぐことである。
本項で紹介しているラーミアと、異空間にいる人型のラーミアとの関係は長らく謎とされていたが、ラーミア本人の発言などから、両者が同一であることはほぼ確実となった。

## 書誌情報
- 堀井雄二（監修） / 映島巡（脚本、4巻まで） / 梅村崇（脚本、5巻以降） / 藤原カムイ（作画） 『ドラゴンクエスト列伝 ロトの紋章 〜紋章を継ぐ者達へ〜』 スクウェア・エニックス〈ヤングガンガンコミックス〉、全34巻
  1. 2005年8月25日発行、ISBN 4-7575-1477-8
  2. 2006年3月25日発行、ISBN 4-7575-1627-4
  3. 2006年8月25日発行、ISBN 4-7575-1725-4
  4. 2007年2月24日発行、ISBN 978-4-7575-1955-8
  5. 2007年8月25日発行、ISBN 978-4-7575-2050-9
  6. 2008年3月22日発行、ISBN 978-4-7575-2223-7
  7. 2008年9月25日発行、ISBN 978-4-7575-2361-6
  8. 2009年3月25日発行、ISBN 978-4-7575-2499-6
  9. 2009年10月24日発行、ISBN 978-4-7575-2705-8
  10. 2010年6月25日発行、ISBN 978-4-7575-2913-7
  11. 2010年11月25日発行、ISBN 978-4-7575-3075-1
  12. 2011年6月25日発行、ISBN 978-4-7575-3270-0
  13. 2011年12月24日発行、ISBN 978-4-7575-3456-8
  14. 2012年6月25日発行、ISBN 978-4-7575-3634-0
  15. 2012年12月25日発行、ISBN 978-4-7575-3835-1
  16. 2013年5月25日発行、ISBN 978-4-7575-3908-2
  17. 2013年12月25日発行、ISBN 978-4-7575-4181-8
  18. 2014年4月25日発行、ISBN 978-4-7575-4288-4
  19. 2014年8月25日発行、ISBN 978-4-7575-4399-7
  20. 2014年12月25日発行、ISBN 978-4-7575-4512-0
  21. 2015年4月25日発行、ISBN 978-4-7575-4623-3
  22. 2015年8月25日発行、ISBN 978-4-7575-4722-3
  23. 2015年12月25日発行、ISBN 978-4-7575-4841-1
  24. 2016年4月25日発行、ISBN 978-4-7575-4963-0
  25. 2016年8月25日発行、ISBN 978-4-7575-5084-1
  26. 2016年12月24日発行、ISBN 978-4-7575-5191-6
  27. 2017年4月25日発行、ISBN 978-4-7575-5331-6
  28. 2017年8月25日発行、ISBN 978-4-7575-5454-2
  29. 2017年12月25日発行、ISBN 978-4-7575-5560-0
  30. 2018年4月25日発行、ISBN 978-4-7575-5699-7
  31. 2018年10月25日発行、ISBN 978-4-7575-5888-5
  32. 2019年3月25日発行、ISBN 978-4-7575-6069-7
  33. 2019年8月24日発行、ISBN 978-4-7575-6252-3
  34. 2020年3月25日発行、ISBN 978-4-7575-6443-5